# Generator neutronów

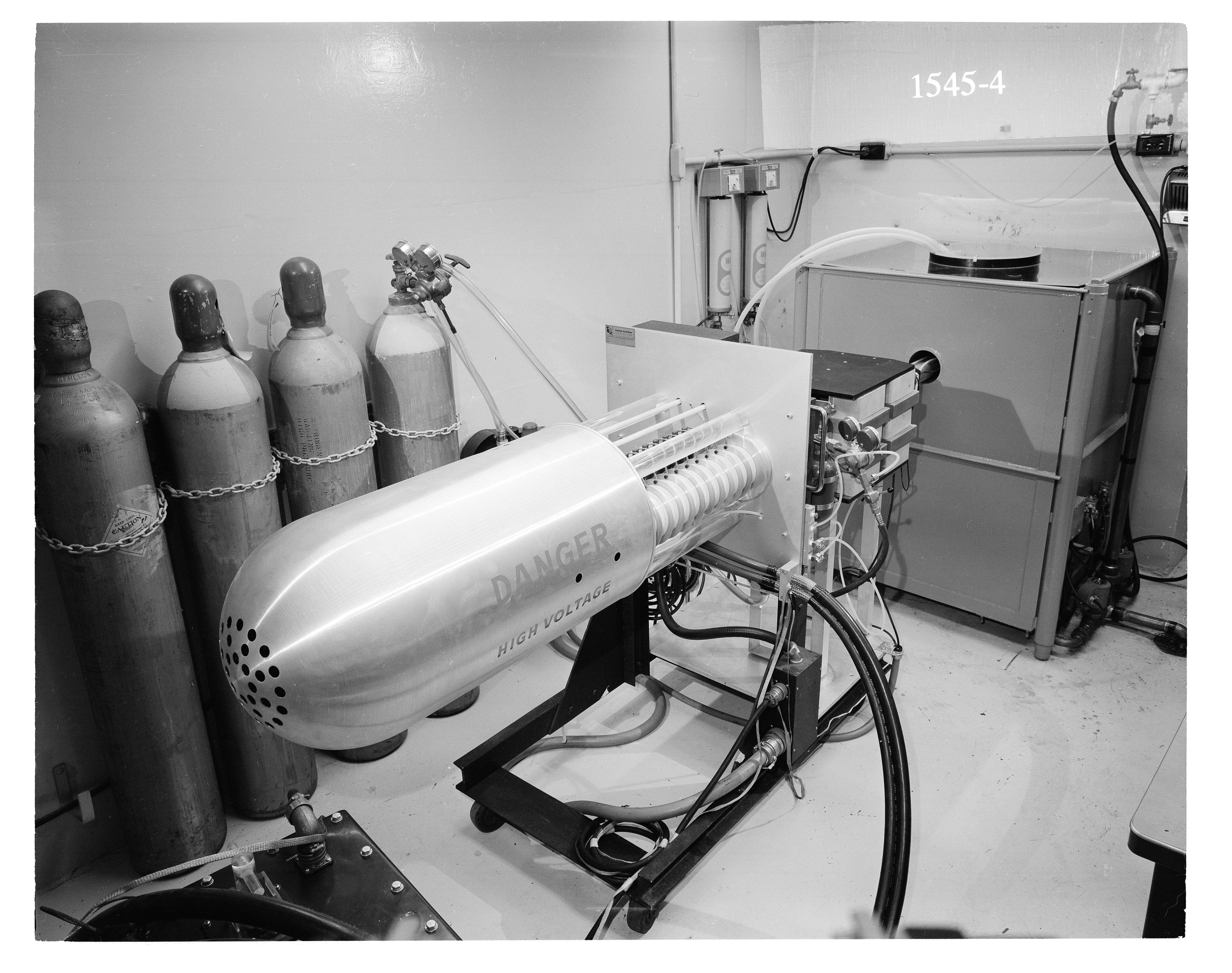
Generator neutronów stanowiący część akceleratora cząstek.

Generator neutronów – urządzenie stanowiące źródło neutronów. Samodzielnymi generatorami neutronów są akceleratory i reaktory jądrowe. W badaniach i przemyśle wykorzystuje się również izotopy promieniotwórcze:
- neutrony powstające podczas fuzji indukowanej radioaktywnością - np. mieszanina plutonu i berylu, w której pluton emituje cząstki alfa, które łączą się z jądrami berylu, a te rozpadają się potem na cząstki alfa i neutrony.
- neutrony powstające przy samorzutnych rozpadach jąder atomowych - np. kaliforn-252, który samorzutnie rozpada się emitując kilka neutronów.
- źródła fotoneutronów - np. naświetlanie berylu wiązką promieniowania gamma powoduje rozpad jego jąder na cząstki alfa i neutrony.

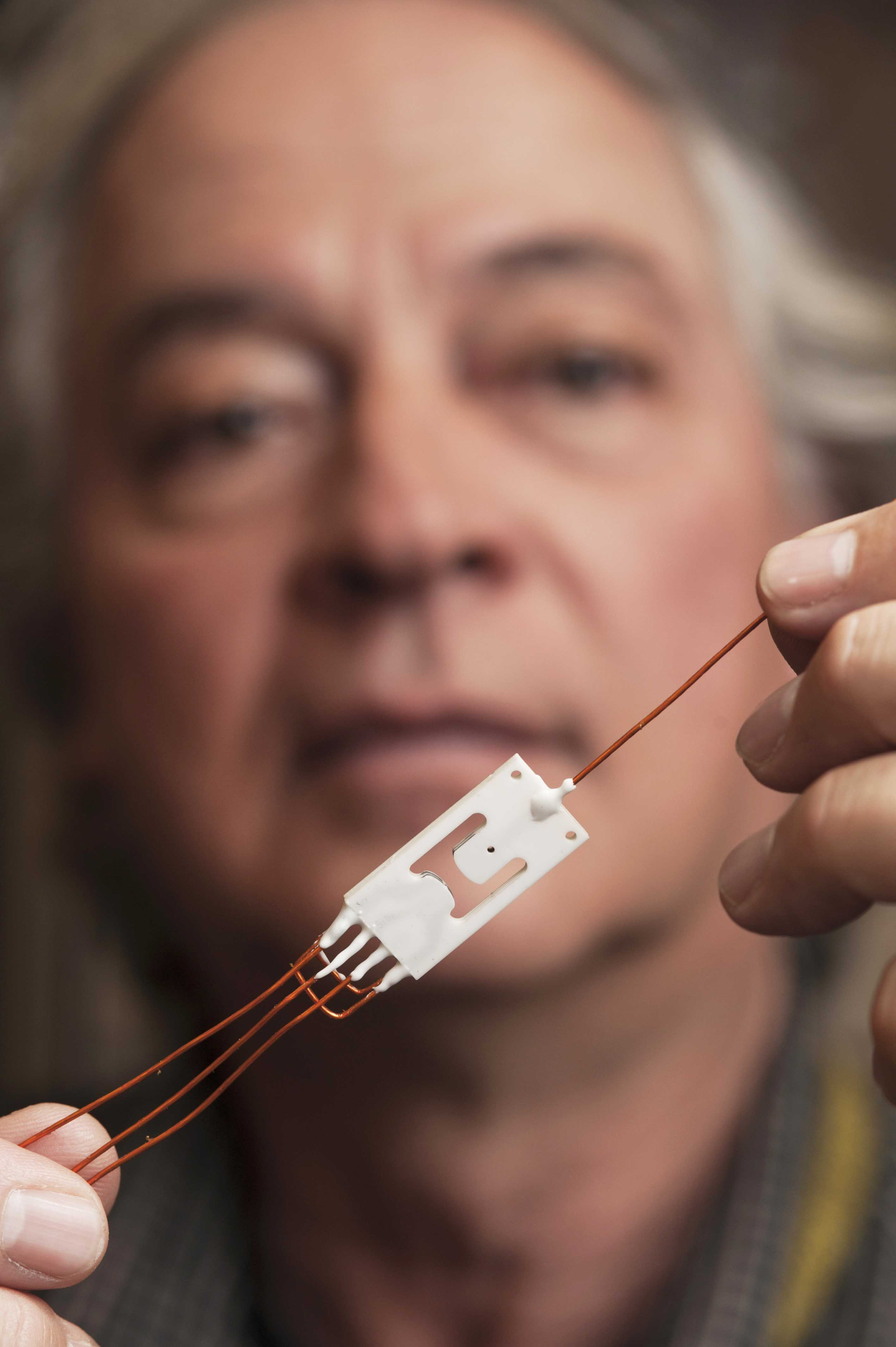
Neutrystor - generator neutronów w formie zbliżonej do czipu.

Najmniejszym opracowanym źródłem neutronów jest neutrystor, zbudowany w 2011 przez amerykańskie Sandia National Laboratories. Ma on formę zbliżoną do układu scalonego, z wyjściem na wiązkę neutronów. 